# Palmyrénien
Le palmyrénien était le dialecte araméen de Palmyre, en Syrie. Il est connu uniquement par des inscriptions (plus de 2 500 datées entre -44 et 273 ap. J.-C.),. L'écriture palmyrénienne, déchiffrée en 1754, est la première écriture orientale ancienne dont le sens a été retrouvé à l'époque moderne.
De même importance que le grec dans la vie publique de la cité, le palmyrénien ne paraît cependant pas avoir eu un usage littéraire.

## Grammaire
Le duel y a disparu.